# Amir Benajun

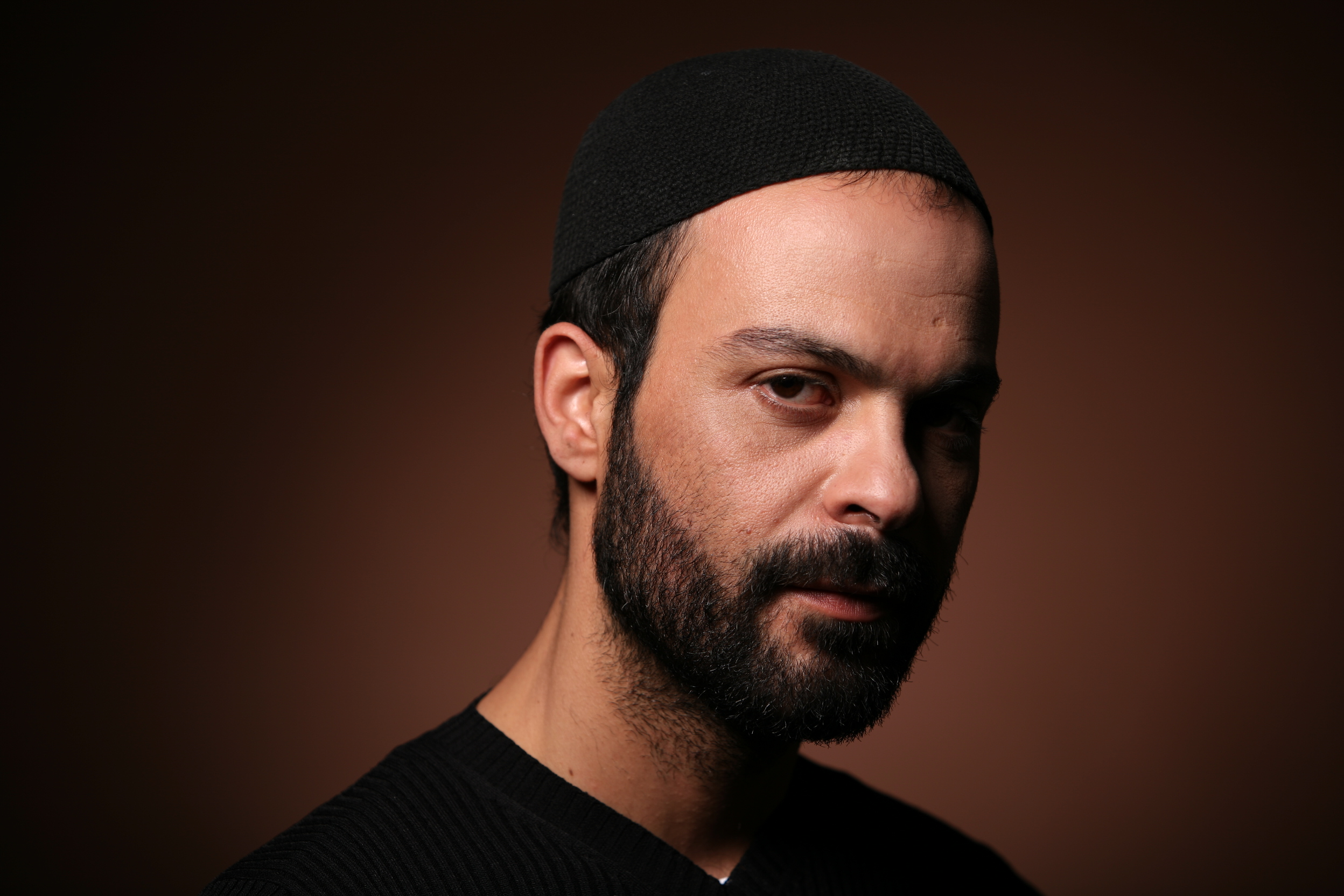

Amir Benajun (hebr. עמיר בניון; ur. w 1975 w Beer Szewie) – izraelski piosenkarz i autor piosenek.

## Życiorys
Pieniądze na wydanie swojej pierwszej płyty zarabiał jako robotnik remontowy. W 1999 na rynku izraelskim ukazał się pierwszy album Benajuna zatytułowany Rak at („Tylko ty”) i rozszedł się w ponad 40 tysiącach egzemplarzy. Jeszcze tego samego roku artysta wydał drugą płytę. Ten spektakularny debiut został uhonorowany nagrodą izraelskiego Stowarzyszenia Kompozytorów, Twórców i Wydawców (ACUM) w kategorii „Odkrycie roku”.
W 2005 znany izraelski muzyk, Gidi Gow, wydał swoją kolejną płytę, do której piosenki napisał głównie Benajun. Tego samego roku ACUM ponownie wyróżniło Benajuna, tym razem za piosenkę Nicacht iti ha-kol („Zwyciężyłaś ze mną wszystko”) z jego własnego repertuaru. Podczas ceremonii wręczenia nagród piosenkarz publicznie zaprotestował przeciwko komercjalizacji przemysłu muzycznego i odmówił przyjęcia nagrody, a wszelkie korzyści z niej płynące postanowił przeznaczyć na cele charytatywne. Swój kolejny album Benajun wydał we własnej wytwórni.
W 2007 na rynku ukazał się album zawierający tylko jeden, około 40-minutowy utwór. W izraelskich mediach dzieło to obwołano „rock-operą w tradycyjnym hebrajskim stylu”.
We wrześniu 2008 Benajun wydał album Omed ba-szaar („Stojący w bramie”) z protest songiem wobec decydentów politycznych pt. Lo kachol, lo lawan („Nie niebieski, nie biały”). Tytuł i refren utworu to nawiązanie do dziecięcej piosenki patriotycznej Niebieski i biały to mój kolor.
Amir Benajun jest żonaty i praktykujący religijnie. Identyfikuje się z chasydyzmem Chabadu.

## Dyskografia
- 1999 – Rak at (רק את – „Tylko ty”)
- 1999 – Oto makom, ota ha-ruach (אותו מקום אותה הרוח – „To samo miejsce, ten sam wiatr”)
- 2002 – Szalechet (שלכת – „Jesień”)
- 2004 – Nicacht iti ha-kol (ניצחת איתי הכול – „Zwyciężyłaś ze mną wszystko”)
- 2006 – Ha-kol ad le-chan (הכול עד לכאן – „Wszystko aż dotąd”)
- 2007 – Aluf ba-szachor (Hirhurim) (אלוף בשחור (הרהורים) – „Zawody w czerni (Refleksje)”)
- 2008 – Omed ba-szaar (עומד בשער – „Stojący w bramie”)